# Årskogen
Årskogen är en by i norra delen av Nordanstigs kommun, på gränsen till Medelpad. I skogarna runt byn bedrevs förr kolning vid ett flertal milor. I Årskogen låg också Hälsinglands sista avrättningsplats. Den sista avrättningen skedde 1851.
Årskogen har ingen lång historia som by, och ännu kortare som ortnamn. Namnet är ursprungligen bara benämningen på det stora skogsområdet mellan Njurunda och Attmar i norr, samt Gnarp och Bergsjö i söder. På en karta från 1600-talet finns här en fäbodvall, Bölesbodarna, och ett gästgiveri, Årskogskrogen. Av detta kom den blivande byn att kallas "Krogen" i folkmun. När så söder därom började röjas för åkermark fick den delen namnet Storsveden eller Storsvedjan. När en krog till öppnades i den norra delen av Storsvedjan fick den södra delen av byn namnet Sörkrogen, och den äldsta delen av byn Norrkrogen. I kyrkobokföringen och i administrationen skrevs det att man bodde "på Årskogen" var man än bodde i trakten. När järnvägen kom på 1920-1930-talet namnades stationerna Storsvedjan och Årskogen, och i samband med det blev namnet Årskogen synonymt med byn.